# Raymond de Got
Pour les articles homonymes, voir Got.
Raymond de Got est un cardinal français né à Villandraut en  Aquitaine et mort le 26 juin 1310 à Avignon. Il est un neveu du pape Clément V et du cardinal Bérard de Got (1294) et un cousin  du cardinal Raymond Guillaume des Forges (1310).

## Repères biographiques
Raymond de Got est archidiacre de Sens et doyen de York.  
De Got est créé cardinal par  le pape Clément V lors du consistoire du 15 décembre 1305. Le cardinal de Got est prieur d'Ogbourne, maître de chapelle de Lichfield et prébendier de Nassington.